# Jay Bell
Pour les articles homonymes, voir Jay Bell (homonymie) et Bell.
Jay Stuart Bell (né le 11 décembre 1965 à Eglin, Floride, États-Unis) est un arrêt-court de baseball ayant joué dans les Ligues majeures de 1986 à 2003. Au cours de sa carrière, passée avec cinq équipes, il reçoit deux sélections au match des étoiles (1993 et 1999) et gagne la Série mondiale 2001 avec les Diamondbacks de l'Arizona.

## Carrière de joueur
Repêché en 1984 par les Twins du Minnesota, Jay Bell est échangé aux Indians de Cleveland un an plus tard. C'est sous l'uniforme des Indians qu'il fait ses débuts en Ligue majeure le 29 septembre 1986. Il passe chez les Pirates de Pittsburgh en 1989 où il devient titulaire. Il remporte un Gant doré en 1993, devant l'intouchable Ozzie Smith.
Avec les Diamondbacks de l'Arizona, pour lesquels Jay Bell joue de 1998 à 2002, il remporte la Série mondiale en 2001. Il termine sa carrière en jouant la saison 2003 chez les Mets de New York.

## Carrière d'instructeur
Après sa carrière de joueur, Jay Bell est instructeur de banc, adjoint à Bob Melvin chez les Diamondbacks de l'Arizona en 2005 et 2006. Il demeure ensuite associé à la franchise pendant trois ans, comme conseiller durant les camps d'entraînement printaniers.
Il est un des instructeurs de l'Équipe des États-Unis de baseball en 2010 et 2011, cette dernière année notamment durant la Coupe du monde de baseball. En 2012, il est l'instructeur des frappeurs de l'équipe de baseball de Nouvelle-Zélande durant les qualifications en vue de la Classique mondiale de baseball 2013.
Le 31 octobre 2012, Jay Bell revient dans l'organisation des Pirates de Pittsburgh, l'une des équipes pour lesquelles il a joué, lorsqu'il est nommé instructeur des frappeurs.
Après avoir été instructeur des frappeur des Pirates en 2013, il accepte le même poste chez les Reds de Cincinnati. Son contrat n'est pas renouvelé après la saison 2015.